# Kedong (Großgemeinde)
Die Großgemeinde Kedong (chinesisch 克东镇, Pinyin Kèdōng Zhèn) ist der Hauptort des Kreises Kedong der bezirksfreien Stadt Qiqihar in der nordostchinesischen Provinz Heilongjiang. Die Fläche beträgt 63,97 Quadratkilometer und die Einwohnerzahl 64.682 (Stand: Zensus 2010).